# ارکهایم
ارکهایم (به آلمانی: Erkheim) یک شهر در آلمان است که در اونترالگوی واقع شده‌است. ارکهایم ۲٬۹۶۰ نفر جمعیت دارد.